# Anolis otongae
Espèce
Synonymes
- Dactyloa otongae (Ayala-Varela & Velasco, 2010)

Anolis otongae est une espèce de sauriens de la famille des Dactyloidae. 

## Répartition
Cette espèce est endémique d'Équateur. Elle se rencontre entre 1 800 et 2 500 m d'altitude sur le versant Ouest de la cordillère Occidentale dans les provinces de Cotopaxi et de Pichincha.

## Publication originale
- Ayala-Varela & Velasco, 2010 : A new species of dactyloid anole (Squamata : Iguanidae) from the western Andes of Ecuador. Zootaxa, no 2577, p. 46–56.